# Ugnsvärta

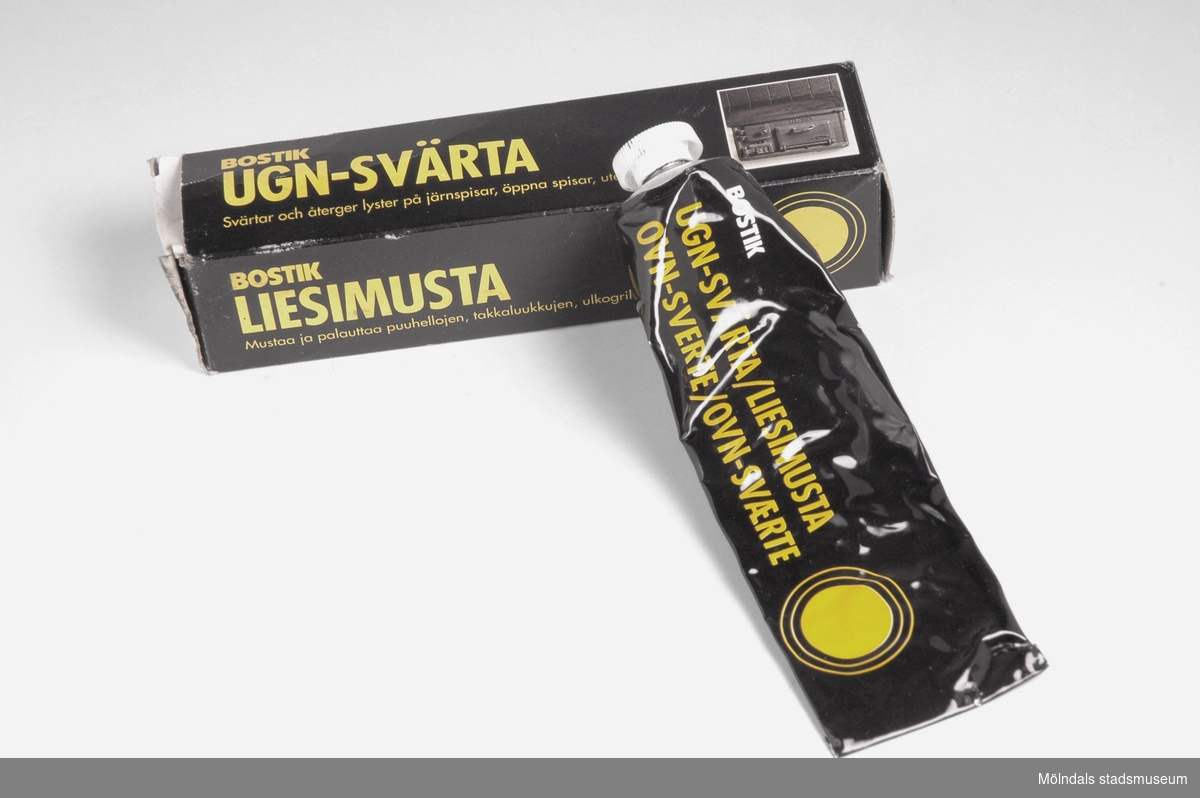
Ugnsvärta

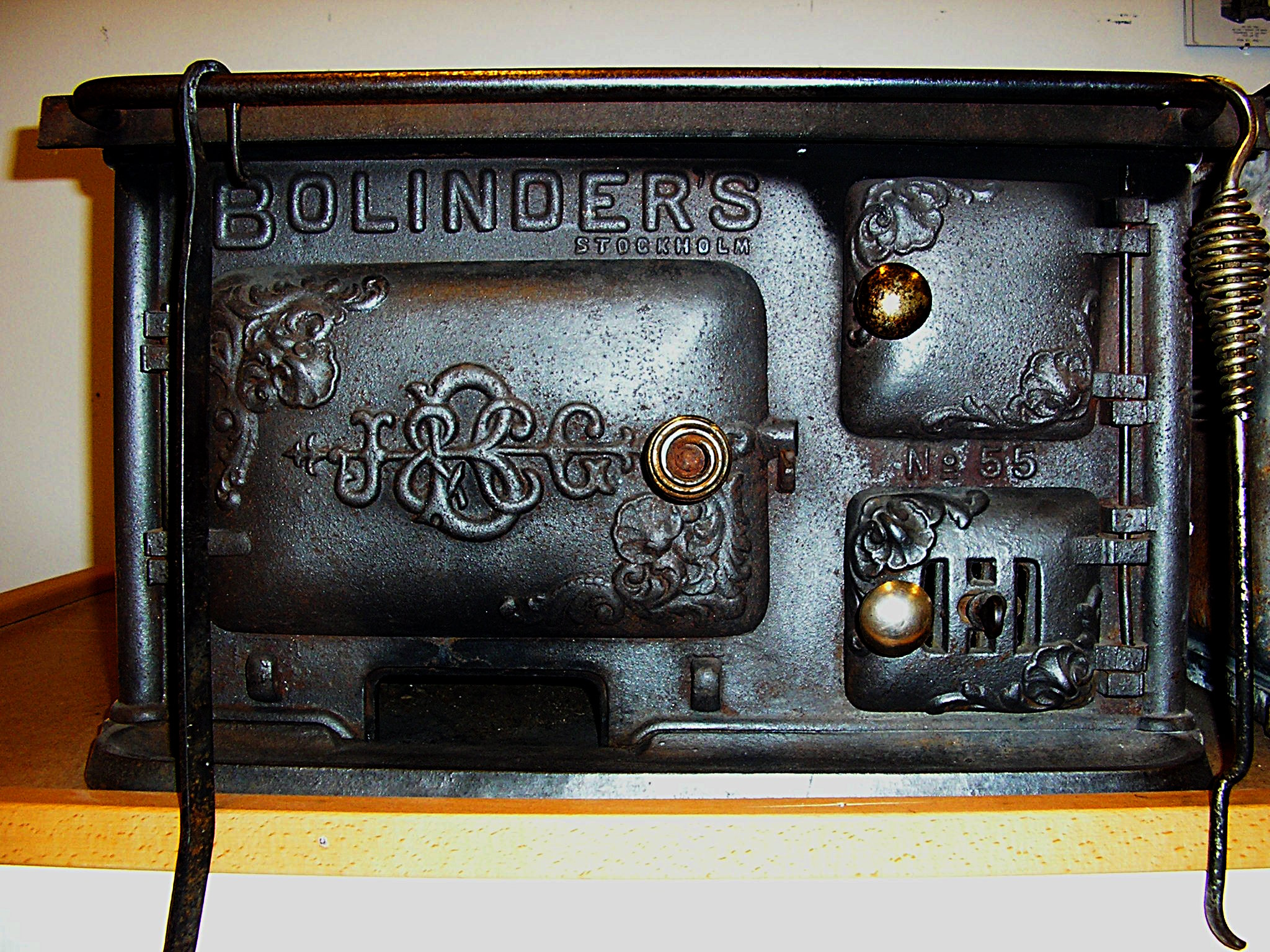
Vedspis från Bolinders som är täckt med ugnsvärta

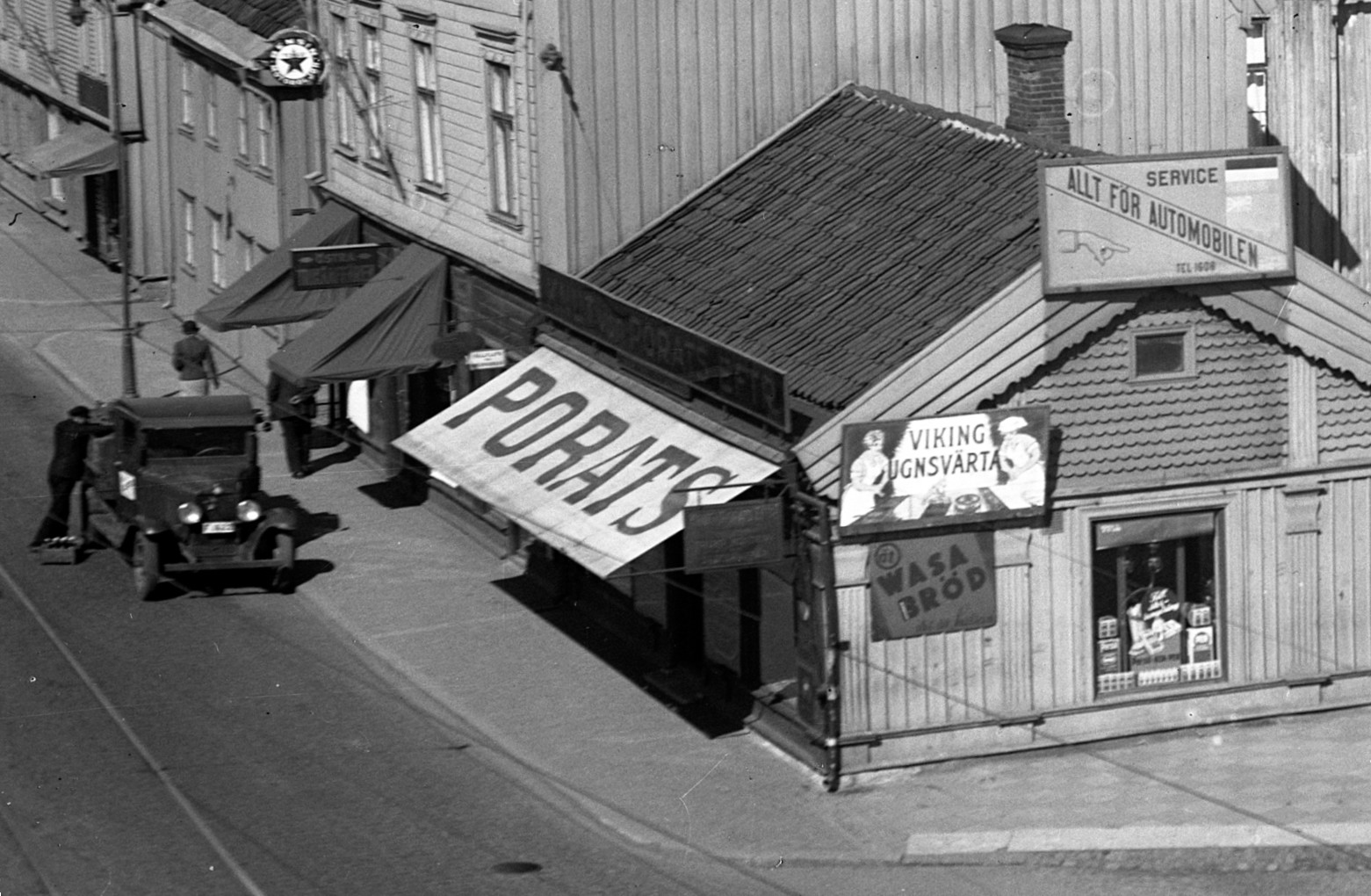
Reklam för Viking ugssvärta på fasaden till Porats speceriaffär på Östra Storgatan vid Vedtorget i Jönköping, 1920-talet

Ugnsvärta, ugnssvärta, spislack  eller spissvärta, är ett skyddande medel och polermedel, som svärtar och rengör vedspisar, eldstäder, gjutjärnsplattor på elektriska spisar samt andra gjutjärnsartiklar. Efter polering får ytan ett svart eller antracitfärgat utseende. Svärtan skyddar mot rostangrepp.
Svärtan skyddar en spisen från att rosta när man värmer den.

## Innehåll
Ugnssvärtan innehåller vanligtvis grafit. Utöver grafit kan ugnssvärta även innehålla linolja, vax eller lösningsmedel, beroende på tillverkare. Vissa produkter innehåller lösningemedlena trietanolamin och 2-aminoetanol, handskar av plast eller gummi rekommenderas vid användning av dessa produkter.

## Användning
1. . Borsta bort rost med en borste, alternativt stålborste, beroende på graden av rostangrepp'
2. . Applicera ugnssvärta med en lätt fuktad trasa.
3. . Efterborsta med en mjuk trasa, alternativt en mjuk borste.

## Källa
- Spissvärta på www.gysinge.com